# 우미건설
우미건설(宇美建設)은 1982년 설립되어 주택, 건축, 토목 등의 다양한 사업을 영위하고 있는 대한민국의 종합건설회사이다. 주택분야에서는 ‘Lynn’, ‘Lynn StrauS’ 등의 브랜드를 사용하고 있다. 국토교통부가 발표한 2021년 시공능력평가에서 1조 5,408억 원으로 25위를 기록했으며, 2019년에 이어 2020, 2021, 2022, 2023년에도 건설공제조합과 주택도시보증공사 신용평가에서 최고등급인 "AAA"등급을 받았다. 2020년 6월 경기도 성남시 분당구 성남대로 381에서 서울시 강남구 언주로 30길 39 린스퀘어(구 SEI타워)로 본사를 이전 했다. 실제로 린스퀘어를 소유하고 있고, 아파트 브랜드 '린'을 본따서 '린스퀘어'라 지었다. 2020년 7월 17일 제24회 살기좋은 아파트 선발대회에서 '동탄 린스트라우스 더 레이크'가 가장 높은 상인 종합대상을 수상했다. 2021년 7월6일 '2021년 상반기 한경 주거문화대상'에서 '루원시티 린스트라우스'가 가장 높은 상인 종합대상을 수상했다.

## 개요
우미건설은 “집을 짓지 않고 마음을 짓는다”는 경영철학을 바탕에 둔다. 전국적으로 약 9만 4천여 세대를 공급해왔으며, 2006년 아파트 브랜드 'Lynn'을 선보였고 종합 품질개념을 도입했다.

## 브랜드
- 우미린(Woomi Lynn): 우미건설의 아파트 브랜드다.  ‘Lynn’은 한자 ‘이웃 린(隣)’에서 그 의미를 가져왔다. 인간적이고 친근한 의미를 통해 아파트가 단순한 거주 공간이 아닌 구성원들의 보다 나은 삶과 새로운 환경을 만들 수 있는 커뮤니티임을 강조했다. Lynn을 감싸고 있는 원은 크게 균형과 화합, 하나되는 공간을, 작게는 Lynn만이 가질 수 있는 개성있는 공간을 상징하고, 주 색상인 오렌지는 창의성, 활발함, 즐거움을 상징하며 신개념의 커뮤니티를 건설하려는 우미건설의 의지를 나타낸다.
- 린스트라우스(Lynn Straus): 우미건설의 주상복합 브랜드다. 별을 의미하는 'Star'와 집을 뜻하는 'Haus(독일어 House)를 결합한 합성어다. 눈에 띄는 별같이 일반적인 주거 공간과는 차원이 다른 주거 공간을 상징하고 사각프레임은 인간을 둘러싼 자연, 환경, 공간의 화합을 상징한다.
- 부동산 포털인 부동산114에서 조사한 아파트 브랜드 선호도 조사에서 2019 ~ 2021년 3년 연속 전체 9위를 차지했다.

## 가치관
- 미션 : 우리는 사람·자연·역사에 대한 통찰을 바탕으로 고객의 꿈과 행복을 위해 더 나은 공간의 가치를 창조한다.
- 비전 : 선도적인 일류 종합부동산 회사(Premier space & Value creator)

## 사회공헌
- 국가유공자 노후주택 보수사업
- 사랑의 집수리: 소년·소녀가장, 독거노인, 장애우 등 사회적으로 소외된 이웃들의 노후된 주거시설, 불량주택 등 개선 사업
- '한양도성 돈의문 IT건축 및 문화콘텐츠 개발' 후원[3]
- 대구·경북지역 코로나19 확산 방지를 위해 재난성금 2억원 기부
- 우미건설은 2006년 출연을 통해 공익법인 우미희망재단(舊 금파재단)을 설립했다. 우미희망재단은 건설산업재해 피해가정 아동·청소년을 위한 진로탐색지원프로그램 ‘우미드림파인더’ 활동을 이어가고 있다. 그 밖에도 장학금 지원, 다문화가정 심리정서 회복 지원, 탈북 청소년 대안학교 진학·진로 프로그램 지원 등 다양한 사업을 펼칠 계획이다.

## 같이 보기
- 국토교통부
- 대한건설협회
- 건설워커